# NGC 7717
NGC 7717 is een balkspiraalstelsel in het sterrenbeeld Waterman. Het hemelobject werd in 1877 ontdekt door de Duitse astronoom Ernst Wilhelm Leberecht Tempel.
Vanaf de Aarde gezien bevindt NGC 7717 zich schijnbaar net ten westzuidwesten van de voorgrondster HD 222125 (magnitude +6) die, dankzij deze schijnbare samenstand, dienst kan doen als gidsster om met de telescoop op zoek te gaan naar het sterrenstelsel.

## Synoniemen
- MCG -3-60-8
- PGC 71941